# 에너지경제연구원
재단법인 에너지경제연구원(에너지經濟硏究院, Korea Energy Economics Institute)은 대한민국 국내와 국외의 에너지 및 자원에 관한 각종 동향과 정보를 신속히 수집·조사·연구하고 이를 보급·활용케 함으로써 대한민국의 에너지 및 자원에 관한 정책의 수립과 대한민국의 국민경제 향상에 이바지하도록 하기 위하여 1986년 9월 설립된 국무총리(국무조정실) 산하 경제인문사회연구회 소속 정부출연연구기관이다. 울산광역시 중구 종가로 405-11 (성안동)에 있다.

## 설립 근거
- '정부출연연구기관등의설립·운영및육성에관한법률' 제8조

## 설립 목적
국내외의 에너지 및 자원에 관한 각종 동향과 정보를 신속히 수집, 조사·연구하고, 이를 보급·교육함으로써 국가의 에너지 및 자원에 관한 정책의 수립과 국민경제의 향상에 이바지함

## 주요 기능
- 국내외 에너지 및 자원에 관한 각종 동향 및 정보의 수집·분석과 이의 보급
- 에너지밸런스 및 국가에너지수급 관련 통계의 조사·작성·관리
- 국가 에너지 및 자원관련 정책 연구, 지역 에너지 정책 연구
- 에너지 및 자원의 수급예측 및 수급합리화 방안에 관한 연구
- 에너지 및 자원 관련 산업발전을 위한 연구·자문과 에너지 및 자원 관련에 관한 교육
- 에너지 이용 및 산업활동과 관련한 기후변화협약 대응 연구
- 정부, 국내외 공공기관 및 민간단체 등으로부터의 연구용역의 수탁
- 상기 사업의 부대사업 및 기타 연구원의 목적 달성을 위해 필요한 사업

## 연혁
- 1986년 5월 12일: 에너지경제연구원법 공포(법률 제3838호)
- 1986년 8월 13일: 에너지경제연구원법 시행령 공포 (대통령령 제11952호)
- 1986년 9월 1일: 에너지경제연구원 설립
- 1991년 1월 '경기도 의왕시 내손동으로 연구원 청사' 신축이전
- 1999년 1월 29일: '에너지경제연구원법' 폐지, '정부출연연구기관등의설립운영및 육성에관한법(법률 제5733호)'에 의한 연구기관으로 재출범
- 2014년 12월 공공기관 지방 이전에 따라 울산으로 청사 이전

## 조직

### 원장
- 감사
  - 감사실
- 연구자문위원회

### 부원장
에너지전환정책연구본부
- 전력정책연구팀
- 신재생에너지연구팀
- 기후변화연구팀
- 에너지수요관리연구팀

에너지산업연구본부
- 석유정책연구팀
- 가스정책연구팀
- 원자력정책연구팀
- 집단에너지연구팀

에너지정보통계센터
- 에너지통계연구팀
- 에너지수급연구팀

에너지국제협력센터
- 국제협력연구팀
- 해외정보분석팀

연구기획조정실
- 연구기획팀
- 예산기획팀

경영지원실
- 인사총무팀
- 재무회계팀